# Phytocoris inops
Phytocoris inops är en insektsart som beskrevs av Philip Reese Uhler 1877. Phytocoris inops ingår i släktet Phytocoris och familjen ängsskinnbaggar. Inga underarter finns listade i Catalogue of Life.